# Jerry Rojas

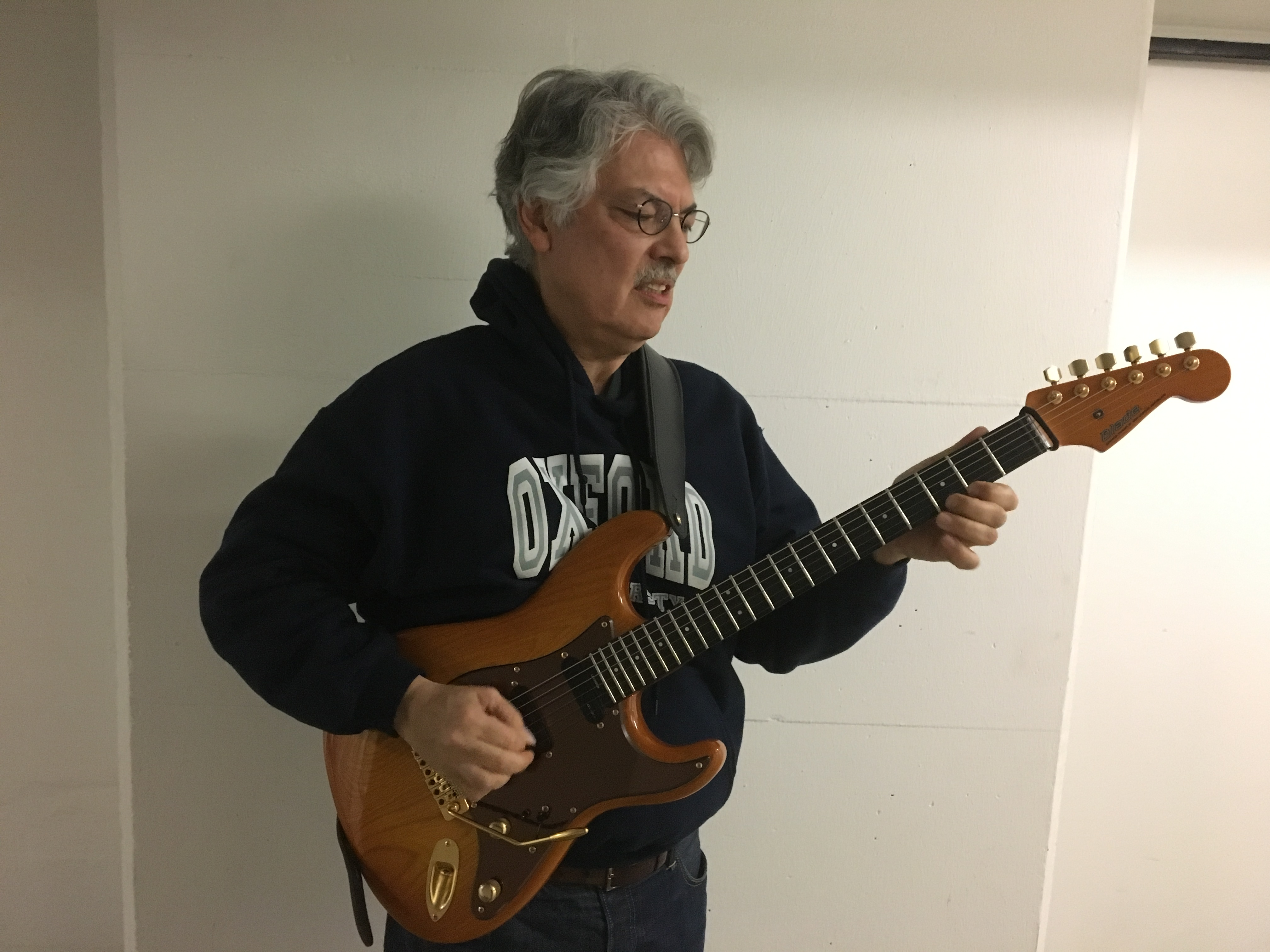
Jerry Rojas

Jerry Rojas (* 1958 in Kolumbien) ist ein Schweizer Musiker.

## Leben
Jerry Rojas ist 1958 in Kolumbien geboren und wuchs in Obersiggenthal auf. Mit 12 Jahren liess er sich von den Beatles inspirieren und begann Gitarre zu spielen. Er nahm klassischen Gitarrenunterricht und komponierte eigene Songs. In den 1980er Jahren entstand das Album The Catcher in the Rye mit Regi Sager als Sängerin. Neben Auftritten spielte Jerry Rojas als Strassenmusiker in England.
Rojas liess sich an den Jazzschulen Luzern (Christy Doran), Basel (Bernhard Ley) und an der ACM Zürich (Marc Portmann) ausbilden. Workshops bei Robert Fripp, Mike Stern und anderen verhalfen ihm, seine Spieltechnik zu verfeinern. Jerry Rojas ist Mitglied des Schweizer Musiker Syndikat (SMS).

## Alben/Werke
- Once – Let’s talk about sharks!
- Schmid-Rojas-Manzanilla – Gersau
- Jerry Rojas Solo – Argully
- 241 Unit – Making Sense
- Rojas-Burger – Zürich Wipkingen
- Schmid-Rojas – Songbook
- Guernica
- The Catcher in the Rye
- Filmmusik für Film von Theo Stich Citizen Fred
- Filmmusik für Film von Andrea Siering und Andrea Clavadetscher Reflection and ghosts (Ein Film über Martin Hodel, ein bildender Künstler)
- Filmmusik für Archangelsk von Eugen Bisig
- Hörspiel Über den Wolken von Christian Frautschi

## Gitarren
Jerry Rojas spielt Gitarren von Benno Witwer und Stefan Schottmüller.